# Breda-SAFAT
Le mitragliatrici Breda-SAFAT da 7,7 mm e 12,7 mm furono le armi maggiormente utilizzate dalla Regia Aeronautica durante la seconda guerra mondiale; nacquero dalla collaborazione della Società Italiana Ernesto Breda per Costruzioni Meccaniche e della Società Anonima Fabbrica Armi Torino (SAFAT).

## Storia

### Sviluppo

Due Breda-SAFAT da 7,7 mm installate nella fusoliera di un Fiat R.S.14; notare i portanastro che scendono dall'alto.

La nascita di queste armi è dovuta al desiderio della Regia Aeronautica di avere migliori mitragliatrici per affrontare le nuove generazioni di aerei nemici, caratterizzati da prestazioni superiori e un migliore armamento. La Breda basò il suo progetto sui disegni della mitragliatrice Browning M2, adattandolo alle esigenze italiane, in particolare nel cambio della cartuccia dai calibri alleati 7,62 × 63 mm e 12,7 × 99 mm a quelli d'ordinanza italiana 7,7 × 56 mm R e 12,7 mm × 81 mm SR. Quest'ultimo in particolare però indebolì l'arma e l'obiettivo di una mitragliatrice più leggera con alto rateo di fuoco non fu raggiunto. In ogni caso, l'arma Breda/Browning partecipò alla competizione contro progetti analoghi realizzati dal ben più potente gruppo industriale Fiat, che proponeva nuove armi progettate dalla controllata SAFAT (Società Anonima Fabbricazione Armi Torino). Ma la Breda/Browning, nelle due versioni, si dimostrò superiore, soprattutto per il peso, inferiore di cinque chilogrammi rispetto al progetto Fiat-SAFAT. Nonostante le pressioni da parte della Fiat, la Regia Aeronautica assegnò il contratto di fornitura alla Breda. Bocciato il suo ricorso in tribunale e condannata a pagare le spese processuali, la Fiat uscì momentaneamente dal settore delle armi leggere, vendendo addirittura la SAFAT alla stessa Società Italiana Ernesto Breda per Costruzioni Meccaniche, che divenne leader incontrastata del settore in Italia.

### Impiego operativo
Le Breda-SAFAT armarono quasi tutti i caccia ed i bombardieri italiani di quel periodo. I caccia Fiat C.R.42, Fiat G.50, Macchi M.C.200, Macchi M.C.202 e Reggiane Re.2000 erano armati con due mitragliatrici Breda 12,7 mm e, negli esemplari più tardi, due Breda 7,7 mm alari. Questo armamento si dimostrò inadeguato nei primi anni di guerra e si ricorse quindi all'adozione del cannone tedesco Mauser MG 151/20 da 20 mm, installato sino a ben 3 pezzi sui nuovi caccia Macchi M.C.205, Fiat G.55 e Reggiane Re.2005, oltre alle due solite 12,7 mm sparanti attraverso il disco dell'elica.
Nel dopoguerra, le Breda-SAFAT da 7,7 mm, in versione campale, rimasero in dotazione alla VAM dell'Aeronautica Militare fino agli anni ottanta.

## Tecnica

Impianto binato aeronautico con Breda-SAFAT da 7,7 mm

Il funzionamento è a rinculo, con corto rinculo di canna, e sblocco dell'otturatore tramite il meccanismo a leva di Mascarucci. Il ciclo di sparo è ad otturatore chiuso. Il raffreddamento è ad aria, attraverso il copricanna forato. L'alimentazione, a nastro negli impianti aeronautici o con caricatori a cassetta da 150 colpi nella versione campale, era reversibile, da destra o da sinistra.
Sui caccia la mitragliatrice veniva spesso utilizzata in installazione binata, fissa "in caccia" sulla capottatura motore, facente fuoco attraverso il disco dell'elica. In tale installazione la cadenza di tiro scendeva a 575 colpi/minuto. 
Sui bombardieri e sugli aerei da trasporto le Breda-SAFAT costituivano l'armamento difensivo standard, installate su torretta singola girevole di Tipo A2 come sul CANT Z.501, su torretta binata Tipo D manuale, le Tipo E e Tipo Z binate comandate a distanza, la Tipo G9 ventrale retraibile e su molte altre.
Per l'impiego campale, per entrambe le versioni esistevano sia affusti a candeliere per il tiro contraereo, sia treppiedi per l'uso come arma d'appoggio per la fanteria.
Fu installata come arma contraerea anche su alcuni MAS.
Caratteristica della versione da 7,7 mm è la possibilità di impiegare anche la similare munizione .303 British di produzione britannica. Invece i colpi esplosivi/incendiari/traccianti (HEIT) erano di produzione nazionale, caricati con 0,8 grammi di Pentrite ed erano considerati molto efficienti. La normale sequenza all'interno dei nastri era la seguente: 2 × palla, 1 × tracciante, 1 × perforante, 1 × esplosiva.
Comunque la bassa cadenza di tiro e la scarsa velocità iniziale la rendevano inefficace alle lunghe distanze, mentre i limiti intrinseci del calibro 12,7 mm × 81 mm si dimostrarono pienamente durante i primi due anni di guerra, tanto da portare alla sostituzione di questa arma sugli aerei di nuova produzione con un cannone-mitragliera da 20 mm.

## Prestazioni

Breda-Safat da 12,7 mm su treppiede, impiegata da una squadra delle Brigate Nere.

La velocità iniziale della cartuccia da 12,7 della 12,7 mm × 81 mm SR Breda risulta inferiore rispetto alla pari calibro .50 BMG poiché le munizioni erano da 12,7 × 81 mm invece che 12,7 × 99 o 12,7 × 108 mm. L'energia allo sparo della Breda infatti è di soli 10.000 joule rispetto ai 16,000-17,000 joule di altre cartucce. Quindi, pur essendo le Breda-SAFAT armi affidabili, avevano il peggior rapporto peso-potenza di tutte le mitragliatrici coeve montate sui velivoli della seconda guerra mondiale. In confronto, la giapponese Ho-103 usava la stessa munizione 12,7 × 81 mm prodotta su licenza, ma era 6-7 kg più leggera ed aveva un rateo di fuoco di 800-900 colpi al minuto, almeno del 20% superiore. Neanche Alfredo Scotti della Isotta Fraschini, che cercò di alleggerire e migliorare le prestazioni della Breda con il suo modello Scotti/Isotta Fraschini, riuscì ad eguagliare la cadenza di tiro del fuoco o l'affidabilità. Nonostante i proiettili da 12,7 mm avessero bassa capacità distruttiva con soli 0,8 grammi di esplosivo e nonostante la disponibilità di munizioni di più grosso calibro ad alto esplosivo, i piloti italiani apprezzavano le capacità di questa cartuccia nella versione perforante incendiaria. Quasi tutti i paesi avevano adottato la cartuccia esplosiva in calibro 12,7-13,2 mm, ma erano giunti alla conclusione che questa munizione era troppo debole ed inefficace contro le blindature per giustificare il suo costo, cosicché si orientarono verso le armi in un calibro di 20 mm o più grandi.